# The George Burns and Gracie Allen Show
The George Burns and Gracie Allen Show (conosciuto anche come The Burns and Allen Show) è una serie televisiva statunitense in 291 episodi (a cui va aggiunto un episodio pilota) trasmessi per la prima volta nel corso di 8 stagioni dal 1950 al 1958.
È una sitcom con i coniugi comici George Burns e Gracie Allen, che interpretano loro stessi alle prese con i problemi familiari e con quelli del mondo della spettacolo. I primi 52 episodi furono trasmessi dal vivo con il pubblico in sala e sono sopravvissuti con il sistema del kinescope. Di questi 52 episodi, 19 sono stati pubblicati per l'home video, i restanti sono conservati presso gli archivi della CBS.

## Personaggi
- George Burns (291 episodi, 1950-1958), interpretato da George Burns.
- Gracie Allen (291 episodi, 1950-1958), interpretata da Gracie Allen.
- Blanche Morton (291 episodi, 1950-1958), interpretata da Bea Benaderet.
- Annunciatore (267 episodi, 1951-1958), interpretato da Harry von Zell.
- Harry Morton (199 episodi, 1953-1958), interpretato da Larry Keating.
- Ronnie Burns (121 episodi, 1951-1958), interpretato da Ronnie Burns.
- Harry Morton (75 episodi, 1951-1953), interpretato da Fred Clark.
- Annunciatore (24 episodi, 1950-1951), interpretato da Bill Goodwin.
- Mr. Beasley (23 episodi, 1953-1955), interpretato da Rolfe Sedan.
- Bonnie Sue McAfee (21 episodi, 1955-1958), interpretato da Judi Meredith.
- Ralph (16 episodi, 1956-1958), interpretato da Robert Ellis.
- Chester Vanderlip (15 episodi, 1953-1956), interpretato da Grandon Rhodes.
- Harry Morton (15 episodi, 1950-1953), interpretato da Hal March.
- Mr. Boardman (14 episodi, 1953-1957), interpretato da Frank Wilcox.
- Mrs. Sohmers (14 episodi, 1954-1956), interpretata da Doris Packer.
- Joy Jansen (11 episodi, 1956-1958), interpretata da Yvonne Fedderson.
- Mr. Jansen (10 episodi, 1953-1958), interpretato da Howard McNear.
- Lucille Vanderlip (9 episodi, 1951-1956), interpretata da Sarah Selby.
- dottor Johnson (8 episodi, 1951-1954), interpretata da Joseph Kearns.
- detective Sawyer (8 episodi, 1951-1955), interpretato da James Flavin.
- Alice (8 episodi, 1954-1957), interpretata da Jean Willes.

## Produzione
La serie fu prodotta da CBS e McCadden Productions.
Appena la serie ebbe inizio sulla CBS il 12 ottobre 1950 fu un successo immediato. Lo spettacolo era originariamente dal vivo, davanti a un pubblico in studio, fino a quando Burns si rese conto che sarebbe stato più efficiente girare la serie su pellicola; gli episodi di mezz'ora potevano essere sindacati. Da quel momento in poi, lo show fu girato senza un pubblico presente dal vivo, ma ogni episodio veniva proiettato per un gruppo di telespettatori di prova prima di essere trasmesso sulla televisione nazionale, per tastarne il rating. Con 291 episodi, la serie durò fino al 1958 e le repliche furono trasmesse in syndication per anni.
Il figlio adottivo della coppia, Ronnie, divenne una presenza regolare nel ruolo di sé stesso, introdotto come un giovane studente di teatro che tendeva a guardare di traverso lo stile comico dei suoi genitori. Ronnie aveva già fatto una breve apparizione nella serie il 18 ottobre 1954, nell'episodio Gracie Gives Wedding in Payment of a Favor, nel ruolo di un personaggio chiamato "Jim Goodwin", prima del suo formale debutto, e venne ufficialmente presentato al pubblico in conclusione dell'episodio. Sandy, l'altra figlia adottiva della coppia, era invece un po' timida e non troppo appassionata di spettacolo. Sandy si rifiutò di partecipare allo show come un membro regolare del cast, e apparve solo in alcuni episodi nel ruolo di una compagna di classe di Ronnie.
Gracie Allen abbandonò lo show dopo la stagione 1957-1958. Burns cercò di continuare la serie con lo stesso cast, ma senza Gracie, in una nuova serie dal titolo The George Burns Show, che però durò una sola stagione (1958-59). Burns si rese conto che gli spettatori si aspettavano l'entrata in scena di Gracie in ogni episodio e restavano regolarmente delusi. Dopo aver provato con un'altra sitcom, Wendy and Me, Burns tornò a lavorare come comico solista, mentre Gracie si ritirò dalle scene e morì di insufficienza cardiaca nel 1964.
Nel 1997, l'episodio Columbia Pictures Doing Burns and Allen Story (26° della quarta stagione) fu classificato al 56º posto nella graduatoria di TV Guide dei 100 più grandi episodi di tutti i tempi.

### Registi
Tra i registi della serie sono accreditati:
- Frederick de Cordova (108 episodi, 1953-1956)
- Ralph Levy (74 episodi, 1950-1954)
- Rod Amateau (74 episodi, 1956-1958)

### Sceneggiatori
- Harvey Helm (251 episodi, 1950-1958)
- William Burns (237 episodi, 1950-1958)
- Keith Fowler (176 episodi, 1953-1958)
- Sid Dorfman (137 episodi, 1950-1955)
- Norman Paul (100 episodi, 1955-1958)

## Distribuzione
La serie fu trasmessa negli Stati Uniti dal 1950 al 1958 sulla rete televisiva CBS.

## Episodi
| Stagione         | Episodi | Prima TV USA | Prima TV Italia |
| ---------------- | ------- | ------------ | --------------- |
| Prima stagione   | 26      | 1950-1951    |                 |
| Seconda stagione | 26      | 1951-1952    |                 |
| Terza stagione   | 40      | 1952-1953    |                 |
| Quarta stagione  | 40      | 1953-1954    |                 |
| Quinta stagione  | 40      | 1954-1955    |                 |
| Sesta stagione   | 37      | 1955-1956    |                 |
| Settima stagione | 43      | 1956-1957    |                 |
| Ottava stagione  | 39      | 1957-1958    |                 |